# Mesoptyelus yagonis
Mesoptyelus yagonis är en insektsart som beskrevs av Matsumura 1940. Mesoptyelus yagonis ingår i släktet Mesoptyelus och familjen spottstritar. Inga underarter finns listade i Catalogue of Life.